# Aquaman i el regne perdut
Aquaman i el regne perdut (títol original en anglès, Aquaman and the Lost Kingdom) és una pel·lícula de superherois estatunidenca de 2023 basada en el personatge Aquaman de DC Comics. Produïda per DC Studios, Atomic Monster, The Safran Company i Domain Entertainment, i distribuïda per Warner Bros. Pictures, és la seqüela d'Aquaman (2018) i la 15a i última pel·lícula de l'univers estès de DC. La pel·lícula va ser dirigida per James Wan a partir d'un guió de David Leslie Johnson-McGoldrick, i és protagonitzada per Jason Momoa com a Arthur Curry/Aquaman, al costat de Patrick Wilson, Amber Heard, Yahya Abdul-Mateen II, Randall Park, Dolph Lundgren, Temuera Morrison i Martin. Short, i Nicole Kidman. A la pel·lícula, Arthur ha de treballar amb el seu germanastre Orm (Wilson) per evitar que la Manta Negra (Abdul-Mateen II) mati la seva família i utilitzi el maleït Trident Negre per sobreescalfar el món mentre busca el setè regne perdut dels mars. S'ha doblat al català.
Momoa va presentar una història per a una seqüela d'Aquaman durant la producció de la primera pel·lícula. Wan no volia precipitar una seqüela, però va acceptar el gener del 2019 supervisar-ne el desenvolupament. Johnson-McGoldrick va repetir com a guionista un mes després, i es va confirmar que Wan tornaria com a director l'agost del 2020. Va dir que la pel·lícula ampliaria la construcció del món Aquaman, tindrà un to més seriós i inclouria temes com el canvi climàtic. Es tracta d'una comèdia buddy entre Aquaman i Orm, i es va inspirar en l'Edat de plata dels còmics amb un ambient retro de ciència-ficció similar a les obres de l'animador Ray Harryhausen i les pel·lícules de terror dels anys seixanta, concretament Terrore nello spazio (1965). Wan va anunciar el títol de la seqüela el juny del 2021, abans de l'inici del rodatge a finals de mes. El rodatge va concloure el gener de 2022, i va tenir lloc al Regne Unit, Hawaii, Los Angeles i Nova Jersey, amb un rodatge addicional a Nova Zelanda.
Aquaman i el regne perdut es va estrenar en un esdeveniment de fans al centre comercial Grove de Los Angeles, el 19 de desembre de 2023 i es va estrenar als Estats Units el 22 de desembre. La pel·lícula va rebre crítiques generalment negatives i va recaptar 434 milions de dòlars a tot el món amb un pressupost de producció de 205-215 milions.
El 17 d'abril del 2024 es va anunciar el doblatge en català de la pel·lícula per a la plataforma Max.